# Giulio Minghini
Giulio Minghini né à Portomaggiore dans la province de Ferrare en 1972 est un écrivain et traducteur italien.

## Biographie
Giulio Minghini est l'auteur de trois romans, tous trois écrits en langue française : Fake (publié aux éditions Allia) en janvier 2009, Coupes sombres (publié aux éditions du Seuil) en mai 2012 et Tyrannicide (publié aux éditions NiL) en octobre 2013.
Il a traduit en italien des ouvrages de Georges Simenon, Pierre Mac Orlan et René Crevel.
Son premier roman traite des sites de rencontres, du désir qu'ils suscitent et de l'addiction qu'ils peuvent entrainer.
Son premier roman a figuré sur la liste des romans sélectionnés pour le Prix de Flore 2009 (première et seconde listes)[réf. souhaitée] et a été traduit en Italie en 2011.

## Œuvres
- Fake, Paris, Allia, 2009, 144 p. (ISBN 9782844853035) [3],
- Febbre, éditeur  Piemme, 2011, édition de Fake en langue italienne [4]
- Coupes sombres (publié aux éditions du Seuil) en mai 2012[5],
- Tyrannicide (publié aux éditions NiL) en octobre 2013.